# 蔣元復
蔣元復（1753年—1806年），字升初，號旭齋，江蘇蘇州府吳縣人，清朝政治人物。

## 生平
來自蘇州婁關蔣氏家族，為明末山東布政使司參議、兵備天津蔣燦裔孫。曾祖蔣文瀾，祖父蔣曰樑，父蔣耀宗。母為宋壽圖次女。五弟蔣萬寧為進士。
蔣元復為蔣耀宗第四子，吳縣監生，寄籍大興縣，乾隆四十二年（1777年）與從叔父蔣曾煌、蔣業謙（蔣業晉弟）及從侄蔣榮（蔣國華子）同為丁酉科順天鄉試舉人。五十二年（1787年）大挑一等，五十六年（1791年）任浙江西安縣知縣，署衢州府同知，歷任武義縣知縣、定海縣知縣、象山縣知縣、麗水縣知縣、山西蒲縣知縣、太谷縣知縣，嘉慶七年（1802年）調榆次縣知縣，因病告假，十年（1805年）任內承審縣民于在華因賭扎死人命一案，將同賭人王浩杖三十二板斃命後，為規避處分授意書役捏報十五板，遭革職審查，十一年（1806年）冬卒。蔣元復以子蔣兆鴻官贈奉政大夫，以孫蔣彬蔚官贈中憲大夫。

## 家庭
夫人為嘉興庠生胡兆奎（宋壽圖四女婿，即蔣元復姨父）女（1756-1828）。有七子：蔣兆鵬、蔣兆鵷、蔣餘慶（原名蔣兆鶚）、蔣兆鴻（蔣彬蔚父）、蔣兆鷺、蔣兆騫及蔣兆駱。